# Magnus Livin (1669–1724)
Magnus Livin, född juni 1669 i Norrköping, Östergötlands län, död 24 februari 1724 i Södra Vi församling, Kalmar län, var en svensk präst.

## Biografi
Magnus Livin föddes 1669 i Norrköping. Han var son till kyrkoherde Magnus Livin i Säby församling och Margareta Prytz. Livin blev 1690 student vid Uppsala universitet och prästvigdes 14 september 1696. Han blev 1704 kyrkoherde i Marbäcks församling och 1716 kyrkoherde i Södra Vi församling. Livin avled 1724 i Södra Vi församling.

### Familj
Livin gifte sig 18 februari 1703 med Anna Askebom (1684–1728), dotter till kyrkoherden Haraldus Askebom i Östra Husby församling och Anna Langelius. De fick tillsammans barnen lantbrukaren, vice häradshövding Magnus Livin (1704–1735), Anna Margareta Livin som var gift med komministern J. Håhl i Södra Vi församling och kyrkoherden Erik Wigren i Målilla församling, Nils Livin (1708–1711), Katarina Livin (1711–1748) som var gift med rådmannen Anders Maechel i Västervik, Erik Livin (1713–1713), Harald Livin (född 1716) och kyrkoherden Claes Livin i Björsäters församling.